# Hamersley Range
Hamersley Range är en bergskedja i Australien. Den ligger i delstaten Western Australia, omkring 1 100 kilometer norr om delstatshuvudstaden Perth.
Omgivningarna runt Hamersley Range är i huvudsak ett öppet busklandskap. Trakten runt Hamersley Range är nära nog obefolkad, med mindre än två invånare per kvadratkilometer. Genomsnittlig årsnederbörd är 461 millimeter. Den regnigaste månaden är januari, med i genomsnitt 180 mm nederbörd, och den torraste är augusti, med 1 mm nederbörd.